# Uzún Hasán
Uzún Hasán (en turco: Uzun Hasan o Uzun Hassan, donde uzun, 'alto'; en turcomano, Uzýn Hasan; en persa: اوزون حسن‎; en Azeri, Uzun Həsən: Amida (Diyarbakır), 1423 – Tabriz, 6 de enero de 1478), fue el gobernante de la dinastía turcomana Ak Koyunlu, que creó un imperio efímero en Irán, Irak, Turquía, Azerbaiyán y Armenia entre 1453 y 1478.
Con la muerte de Kara Yülük Osman, fundador de la dinastía Ak Koyunlu, en 1435, se produjo una guerra civil entre sus descendientes. En 1453 Uzún Hasán había salido victorioso, y sucedió en el trono. Su principado, centrado en Amida (Diyarbakır), estaba rodeado por dos potencias enemigas: en el este, la rival dinastía turcomana de Kara Koyunlu, dirigido por Jahan Shah, y en el oeste, el creciente poder de los otomanos. Uzún Hasán entró en una serie de alianzas para asegurar su flanco occidental. Hizo un movimiento importante en 1458 al casarse con Catalina, la hija del emperador Juan IV de Trebisonda. También fortaleció las relaciones diplomáticas con Venecia, Moscovia, Borgoña, Polonia y Egipto y con la dinastía Karamánida del centro-sur de Anatolia.
En 1461 Uzún Hasán comenzó sus campañas contra los Kara Koyunlu. Cuatro años después, atacó y capturó Harput. Con la muerte de Jahan Shah en 1467, Uzún Hasán fue capaz de anexar territorios en Azerbaiyán e Irak. En 1469 había ocupado la totalidad de Irán. Uzún Hasán también apoyó a los Karamánidas. Sin embargo él precipitó la guerra (1472) contra los otomanos (agosto de 1473), que derrotaron decisivamente a los Ak Koyunlu en la batalla de Otlukbeli, lo que los convirtió en el poder dominante en Anatolia.